# Pista sibogae
Pista sibogae är en ringmaskart som beskrevs av Maurice Caullery 1915. Pista sibogae ingår i släktet Pista och familjen Terebellidae. Inga underarter finns listade i Catalogue of Life.